# العلاقات الأيرلندية الفنلندية
العلاقات الأيرلندية الفنلندية هي العلاقات الثنائية التي تجمع بين جمهورية أيرلندا وفنلندا.

## مقارنة بين البلدين
هذه مقارنة عامة ومرجعية للدولتين:
| وجه المقارنة                                              | جمهورية أيرلندا                                       | فنلندا                                                                               |
| --------------------------------------------------------- | ----------------------------------------------------- | ------------------------------------------------------------------------------------ |
| المساحة (كم2)                                             | 70.27 ألف                                             | 338.42 ألف                                                                           |
| عدد السكان (نسمة)                                         | 4.76 مليون                                            | 5.52 مليون                                                                           |
| الكثافة السكانية (ن./كم²)                                 | 67.74                                                 | 16.31                                                                                |
| العاصمة                                                   | دبلن                                                  | هلسنكي                                                                               |
| اللغة الرسمية                                             | اللغة الأيرلندية، لغة إنجليزية، الإنجليزية الأيرلندية | اللغة الفنلندية، اللغة السويدية                                                      |
| العملة                                                    | جنيه أيرلندي، يورو، عملات اليورو الأيرلندية           | يورو، ماركا فنلندية                                                                  |
| الناتج المحلي الإجمالي (بليون دولار)                      | 333.73 مليار                                          | 251.88 مليار                                                                         |
| الناتج المحلي الإجمالي (تعادل القوة الشرائية) بليون دولار | 318.16 مليار                                          | 231.84 مليار                                                                         |
| الناتج المحلي الإجمالي الاسمي للفرد دولار أمريكي          | 61.13 ألف                                             | 42.31 ألف                                                                            |
| الناتج المحلي الإجمالي للفرد دولار أمريكي                 |                                                       | 40.68 ألف                                                                            |
| مؤشر التنمية البشرية                                      | 0.916                                                 | 0.883                                                                                |
| رمز المكالمات الدولي                                      | +353                                                  | +358                                                                                 |
| رمز الإنترنت                                              | .ie                                                   | .fi                                                                                  |
| المنطقة الزمنية                                           | 00، ت ع م+01:00، أوروبا/دبلن ‏                         | ت ع م+02:00، ت ع م+03:00، أوروبا/هلسنكي ‏، توقيت شرق أوروبا، توقيت شرق أوروبا الصيفي ‏ |

## مدن متوأمة
في ما يلي قائمة باتفاقيات التوأمة بين مدن أيرلندية وفنلندية:
- ترتبط بوندوران مع كاركيلا باتفاقية توأمة.

## منظمات دولية مشتركة
يشترك البلدان في عضوية مجموعة من المنظمات الدولية، منها:
| علم المنظمة | اسم المنظمة                               | تاريخ انضمام جمهورية أيرلندا | تاريخ انضمام فنلندا |
| ----------- | ----------------------------------------- | ---------------------------- | ------------------- |
|             | وكالة الفضاء الأوروبية                    | ?                            | 1969                |
|             | بنك التنمية الآسيوي                       | 2006                         | 1966                |
|             | الاتحاد الأوروبي                          | 1973                         | 1995                |
|             | وكالة ضمان الاستثمار متعدد الأطراف        | 27 أكتوبر 1989               | 28 ديسمبر 1988      |
|             | منظمة التعاون الاقتصادي والتنمية          | ?                            | 1969                |
|             | الأمم المتحدة                             | 14 ديسمبر 1955               | 14 ديسمبر 1955      |
|             | الوكالة الدولية للطاقة                    | ?                            | ?                   |
|             | الفريق المعني برصد الأرض                  | ?                            | ?                   |
|             | Nordic Battlegroup ‏                       | ?                            | ?                   |
|             | منظمة حظر الأسلحة الكيميائية              | ?                            | ?                   |
|             | منظمة التجارة العالمية                    | ?                            | 1995                |
|             | منظمة الشرطة الجنائية الدولية             | ?                            | ?                   |
|             | منظمة الأمن والتعاون في أوروبا            | 25 يونيو 1973                | 25 يونيو 1973       |
|             | مؤسسة التنمية الدولية                     | 22 ديسمبر 1960               | 29 ديسمبر 1960      |
|             | نظام تحكم تكنولوجيا القذائف               | 1992                         | 1991                |
|             | يونسكو                                    | 3 أكتوبر 1961                | 10 أكتوبر 1956      |
|             | مجلس أوروبا                               | ?                            | 5 مايو 1989         |
|             | الاتحاد البريدي العالمي                   | ?                            | ?                   |
|             | البنك الدولي للإنشاء والتعمير             | 8 أغسطس 1957                 | 14 يناير 1948       |
|             | المنظمة الهيدروغرافية الدولية             | ?                            | ?                   |
|             | الاتحاد الدولي للاتصالات                  | 8 ديسمبر 1923                | 1 سبتمبر 1920       |
|             | مؤسسة التمويل الدولية                     | 11 سبتمبر 1958               | 20 يوليو 1956       |
|             | المنظمة الأوروبية لسلامة الملاحة الجوية   | 1965                         | 2001                |
|             | المركز الدولي لتسوية المنازعات الاستشارية | 7 مايو 1981                  | 8 فبراير 1969       |
|             | مجموعة أستراليا                           | 1985                         | 1991                |
|             | مجموعة الموردين النوويين                  | ?                            | ?                   |

## أعلام
هذه قائمة لبعض الشخصيات التي تربطها علاقات بالبلدين:
- باتريك أوشوجنسي (لاعب كرة قدم فنلندي، 29 يناير 1993[24] – )
- دانيال أوشوجنسي (لاعب كرة قدم فنلندي، 14 سبتمبر 1994 – )

## وصلات خارجية
- موقع وزارة الخارجية الأيرلندية
- موقع وزارة الخارجية الفنلندية